# متنزه الحاجب (القصيم)
متنزه الحاجب، يقع غرب محافظة عنيزة بمنطقة القصيم بالمملكة العربية السعودية، ويعتبر من المتنزهات المميزة في المنطقة، يوجد به مسطحات خضراء بمساحات واسعة تبلغ مساحتها حوالي 2 مليون متر مربع، ويتوفر به أماكن للجلوس، كما يحتوي المتنزه على مجموعة مُتنوعة من المطاعم، ويضم العديد من الألعاب التي تتناسب مع الكبار والصغار، ويُقام به العديد من الأنشطة التثقيفية الصيفية للشباب، كما يتم به عدد من الفعاليات والحفلات المُختلفة.

## عدد الزوار
تُشير الإحصائيات إلي دخول حوالي عشرة آلاف زائر يوميًا لمتنزه الحاجب حيث يقصده الزوار من أماكن مختلفة.

## مواعيد العمل
المتنزه مفتوح على مدار الـ 24 ساعة.